# Strada statale 91 ter Diramazione Irpina
La ex strada statale 91 ter Diramazione Irpina (SS 91 ter), ora strada provinciale 136 Diramazione Irpina (SP 136) è una strada provinciale italiana, il cui tracciato si snoda interamente in territorio pugliese, nella provincia di Foggia, per il collegamento tra Monteleone di Puglia e Bovino.

## Percorso
Con i suoi 29,500 km di lunghezza, la strada funge da raccordo tra la ex SS 91 bis Irpina e la ex SS 161 di Ortanova, attraverso il settore meridionale dei monti della Daunia. Il suo percorso ha inizio presso il comune di Monteleone di Puglia, dove si stacca dalla ex SS 91 bis. Da qui prosegue in territorio pugliese per i centri di Accadia e Deliceto, attraversando i rispettivi abitati, e termina innestandosi nella ex SS 161 presso Bovino.
Ai sensi del decreto legislativo n. 112 del 1998, attuato nel 2001, la gestione della strada, fino ad allora di competenza ANAS, è passata alla Regione Puglia. Tuttavia la manutenzione è affidata alla provincia di Foggia.

## Elenco località attraversate e principali innesti
- innesto ex SS 91 bis Irpina;
- innesto SP 138;
- Accadia;
- innesto SP 101;
- innesto SP 137;
- innesto SP 139;
- Deliceto;
- innesto SP 122;
- innesto SP 103;
- innesto SP 102;
- innesto ex SS 161 di Ortanova.